# Podróż apostolska Jana Pawła II do Afryki Środkowej i Zachodniej (1982)
10 podróż apostolska Jana Pawła II odbywała się od 12 lutego–19 lutego 1982. Była drugą podróżą na Kontynent Afrykański. Celem pielgrzymki Jana Pawła II było umocnienie w wierze lokalnych wspólnot katolickich, Kościołów w Nigerii, Beninie, Gabonie i Gwinei Równikowej.

## Przebieg pielgrzymki

### 12 lutego 1982
Papieski samolot wylądował na lotnisku w Lagosie w Nigerii. Po odprawieniu mszy na Stadionie Narodowym Jan Paweł II spotkał się z prezydentem Nigerii Shehu Shagarim w jego siedzibie.

### 13 lutego 1982
Papież odprawił mszę i spotkał się z młodzieżą na stadionie w Onitsha. Po odwiedzeniu chorych w Szpitalu św. Karola Boromeusza papież złożył wizytę w seminarium duchownym w Enugu.

### 14 lutego 1982
W Kadunie podczas mszy papież wyświęcił 92 kapłanów i powierzył Nigerię opiece Matki Bożej. W Katedrze św. Józefa miało miejsce z wiernymi świeckimi, m.in. z przedstawicielami katechetów z całej Nigerii. Po wygłoszonym w salonie recepcyjnym lotniska przemówieniu do miejscowych władz Jan Paweł II odleciał do Ibadanu.

### 15 lutego 1982
Po mszy, odprawionej na terenie miasteczka uniwersyteckiego w Ibadanie, Jan Paweł II odwiedził miejscowe seminarium duchowne. Tego samego dnia, ponownie w Lagosie, na terenie nuncjatury miało miejsce spotkanie z biskupami nigeryjskimi.

### 16 lutego 1982
W Katedrze św. Krzyża papież odprawił mszę dla ludzi świata pracy. Tego dnia w siedzibie nuncjatury Jan Paweł II spotkał się z: korpusem dyplomatycznym, Polonią, pracownikami włoskiego koncernu naftowego AGIP, pracownikami nuncjatury, przedstawicielami wyznań chrześcijańskich, dziennikarzami.

### 17 lutego 1982
Z lotniska w Lagosie Jan Paweł II odleciał do Beninu. W Cotonou papież został powitany na lotnisku przez władze kościelne i państwowe. Po odprawieniu Eucharystii na Stade Municipal Jan Paweł II złożył wizytę prezydentowi Beninu Mathieu Kérékou. W pałacu arcybiskupim spotkał się z episkopatem. Po skromnej uroczystości pożegnalnej Jan Paweł II odleciał do Gabonu. W Libreville Papieża powitał na lotnisku prezydent Omar Bongo. Po spotkaniu z duchowieństwem z Katedrze Matki Bożej papież pozdrowił miejscową Polonię. Następnie Jan Paweł II udał się do Palais Renovation, gdzie czekali na niego prezydent i korpus dyplomatyczny.

### 18 lutego 1982
Papież przemówił do chorych zgromadzonych przed rezydencją arcybiskupa. Następnie udał się do Gwinei Równikowej, gdzie w Malabo spotkał się z prezydentem Teodoro Obiang Nguema Mbasogo. W Bata Jan Paweł II odprawił mszę i zawierzył Gwineę Najświętszej Maryi Pannie. Po spotkaniu z grupą zakonnic i parą prezydencką papież powrócił do Gabonu. W Libreville Jan Paweł II spotkał się na Stadionie im. Prezydenta Bongo z młodzieżą, studentami i robotnikami. Wieczorem w siedzibie arcybiskupiej miało miejsce spotkanie z biskupami Gabonu.

### 19 lutego 1982
Po spotkaniu z przedstawicielami innych wyznań Jan Paweł II odprawił mszę na Stadionie im. Bongo. Po Eucharystii miało miejsce zawierzenie Gabonu opiece Matki Najświętszej. Po uroczystości pożegnania papież odleciał do Rzymu.